# کوسیه فن فورن
کوسیه فن فورن (هلندی: Koosje van Voorn; ۱۵ ژانویهٔ ۱۹۳۵ – ۵ اوت ۲۰۱۸) شناگر اهل هلند بود.
وی در مسابقات کشوری و بین‌المللی در مجموع برندهٔ ۱ مدال نقره شده‌است.